# Henry Surtees

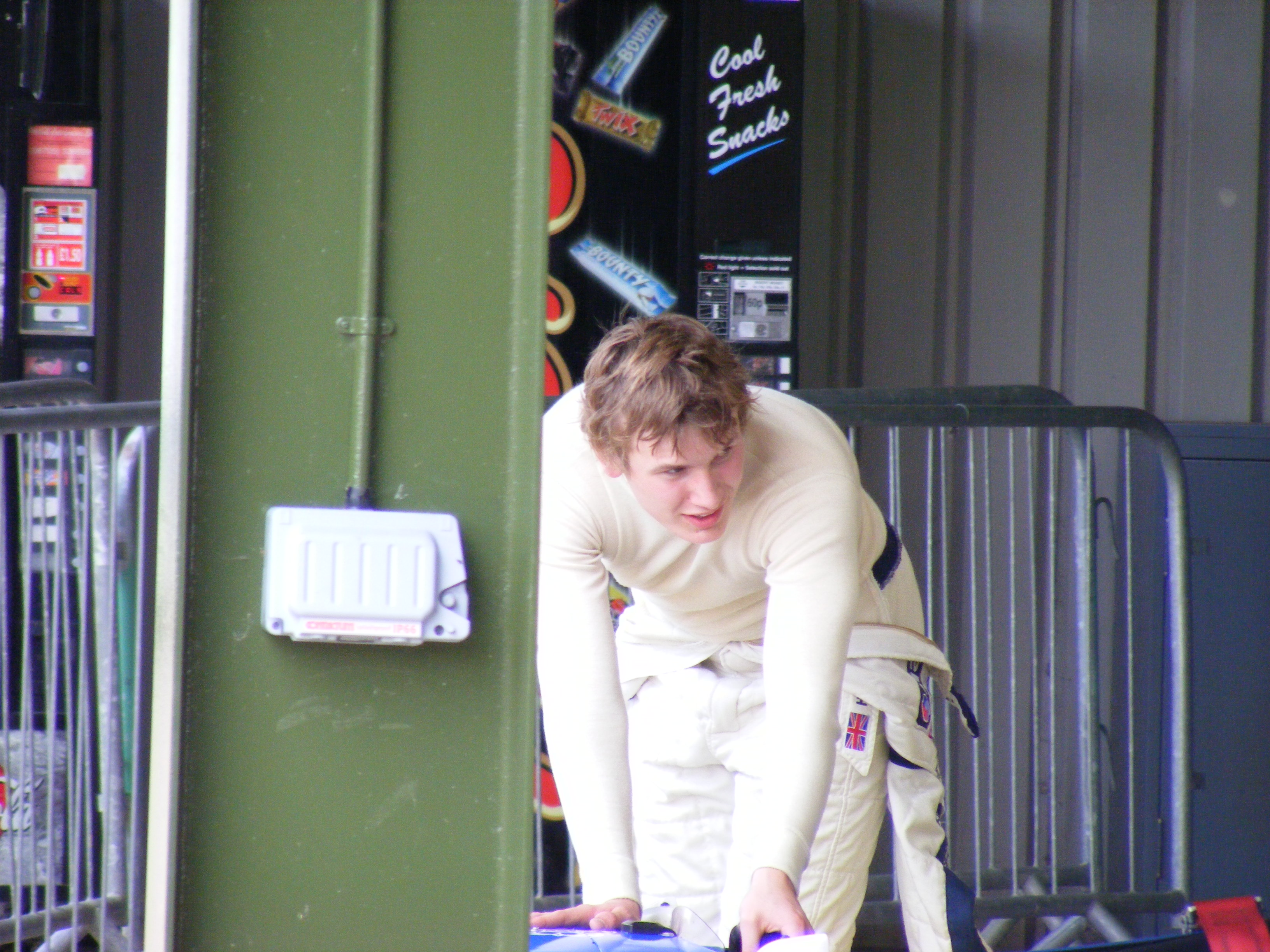
Henry Surtees

Henry Surtees (18 februari 1991 - Londen, 19 juli 2009) was een Engels autocoureur.
Hij was de zoon van voormalig wereldkampioen in de Formule 1 John Surtees. Henry overleed op slechts 18-jarige leeftijd in een Formule 2-wedstrijd. Tijdens de race werd hij geraakt door een rondvliegend wiel van de wagen van Jack Clarke, die vlak voor hem van de baan was gevlogen en tegen de vangrail kwam. Surtees raakte door de botsing met het wiel buiten bewustzijn en miste vervolgens de volgende bocht. Hij overleed later in een Londens ziekenhuis aan hersenletsel als gevolg van de klap van het wiel. 